# Geraldine Fitzgerald
Pour les articles homonymes, voir Fitzgerald.

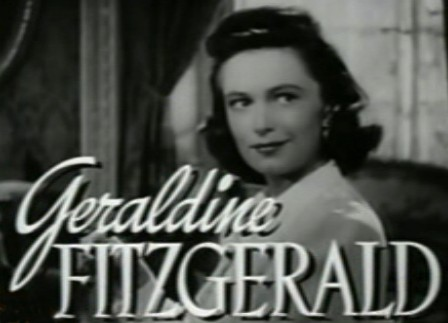
Geraldine Fitzgerald dans Les Folles Héritières (1942)

Geraldine Fitzgerald est une actrice irlandaise, née à Greystones le 24 novembre 1913 et morte à New York le 17 juillet 2005.

## Biographie

### Les débuts
Geraldine Fitzgerald est née à Greystones, dans le comté de Wicklow, au sud de Dublin, d'un père avocat.
Elle étudia d'abord le dessin et la peinture à Dublin, à la Dublin School of Art, mais elle sentit en elle, très tôt, une vocation pour le théâtre. Elle fit ainsi ses premiers pas sur scène en 1932, grâce à sa tante, Shelah Richards, qui était alors actrice et metteur en scène. Elle poursuivit des études de peinture à Londres, à la Polytechnic School of Art, tout en continuant d'apprendre à jouer la comédie.
Elle fait ses débuts au cinéma en 1934, avec un petit rôle dans une production britannique du Twickenham Studios. Mais c'est le rôle de Maggie en 1937, dans The Mill on the Floss du cinéaste américain Tim Whelan, qui marque véritablement le début de sa carrière.

### La carrière américaine
Cette rencontre américaine la conduit naturellement à Broadway. En 1938, elle partage ainsi les planches du Mercury Theatre avec Orson Welles, dans une pièce de George Bernard Shaw, Heartbreak House. C'est à l'occasion d'une de ces représentations que le producteur américain Hal B. Wallis la remarqua, et lui fit signer un contrat de sept ans. Elle ne tarda pas à se distinguer, et fut nommée notamment pour l'Oscar de la meilleure actrice dans un second rôle pour son interprétation d'Isabella Linton dans Les Hauts de Hurlevent (Wuthering Heights).
Elle tourne ensuite dans Victoire sur la nuit, un film réalisé par Edmund Goulding en 1939, puis dans Shining Victory, réalisé par Irving Rapper, sorti en 1941, Quand le jour viendra, d'Herman Shumlin en 1943, et dans Wilson d'Henry King, sorti en 1944.
Mais de fréquentes dissensions avec l'équipe de production des studios Warner altérèrent son ascension vers la gloire. Ainsi, elle n'est pas retenue pour le rôle de Brigid O'Shaughnessy, qui lui était pourtant destiné dans Le Faucon maltais, à la suite d'une altercation avec Jack Warner. Sa carrière s'en trouve fortement altérée, la contraignant à se contenter pendant plusieurs années de rôles de second plan.
Elle obtint la nationalité américaine durant la Seconde Guerre mondiale, en hommage à la solidarité dont elle fit preuve envers sa patrie d'adoption. Elle quitta Hollywood en 1946, pour rejoindre New York, où elle épousa en secondes noces l'homme d'affaires Stuart Scheftel, petit-fils d'Isidor Straus. Elle revint en Grande-Bretagne en 1948, pour le tournage de So Evil My Love (en), dans lequel elle se distingua dans le rôle d'une femme adultère alcoolique. Elle figura enfin à l'affiche de The Late Edwina Black (en) en 1951, avant de regagner l'Amérique, qu'elle ne quittera plus jusqu'à sa mort.
Les années 1950 ne lui offrirent que peu d'occasions de tournage, tandis que les années 1960 la révélèrent comme une actrice de caractère, et redonnèrent un second souffle à sa carrière. Les films qui ont marqué cette période, et auxquels elle a pris part ont été notamment 10, rue Frederick (Ten North Frederick) de Philip Dunne (1958), Le Prêteur sur gages de Sidney Lumet (1964), Rachel, Rachel de Paul Newman (en 1968), The Mango Tree de Kevin James Dobson, à l'occasion duquel elle reçut une distinction à l'Institut du Film Australien (Australian Film Institute), puis Arthur dont elle partagea l'affiche avec Dudley Moore en 1981, Poltergeist 2 en 1986, et Arthur 2 : Dans la dèche en 1988.
Elle n'a, par ailleurs, jamais abandonné le théâtre. Elle fut ainsi acclamée dans Le Long Voyage vers la nuit, la pièce autobiographique d'Eugene O'Neill, en 1971, et fut récompensée en 1982 d'un Tony Award, pour sa mise en scène de Mass Appeal, pièce de Bill C. Davis pour deux personnages. Elle fut ainsi l'une des premières femmes à être honorée d'un « Tony Award ».
Dans le même temps, elle apparaissait régulièrement à la télévision. On l'a vue ainsi dans Alfred Hitchcock présente en 1955, dans Robert Montgomery Presents en 1957, Naked City, une série diffusée entre 1958 et 1963, dans Hôpital St Elsewhere et dans Cagney et Lacey, dans les années 1980.
En 1986, elle apparut aux côtés de Tuesday Weld et de River Phoenix dans Circle of Violence: A Family Drama, un téléfilm de CBS television salué par la critique, qui dénonce la maltraitance des personnes âgées. En 1987, elle interpréta le rôle-titre de Mabel and Max, qui fut la première production de Barbra Streisand. Elle fut nommée aux Emmy Awards pour le rôle d'Anna dans l'épisode « La fête des mères » du sitcom The Golden Girls (elle joua aussi dans un autre épisode, « Not Another Monday »). Elle remporta un Daytime Emmy Awards pour sa participation à un numéro de Special Treat, intitulé « Rodeo Red and the Runaways », à la NBC.
En 1976, elle débuta une carrière de chanteuse de cabaret avec le spectacle Streetsongs, qui se produisit à trois reprises à Broadway, et qui fut l'objet d'une émission spéciale à la PBS Television.
Une étoile est dédiée à Geraldine Fitzgerald à Los Angeles, sur le « Boulevard de la célébrité » (The Walk of Fame), pour sa contribution télévisuelle, au 6353, Hollywood Boulevard.

### Vie privée
Geraldine Fitzgerald est la mère du réalisateur Michael Lindsay-Hogg (connu pour Let It Be et Brideshead Revisited) par son premier mariage, et de Susan Scheftel, qu'elle eut en secondes noces. Elle est aussi la grand-tante de l'actrice Tara FitzGerald, et cousine du romancier Nevil Shute.
Son père était catholique et sa mère protestante, convertie au catholicisme.
Elle est morte à l'âge de 91 ans à New York, des suites de la maladie d'Alzheimer.

## Filmographie
- 1939 : Les Hauts de Hurlevent de William Wyler,
- 1939 : Victoire sur la nuit d'Edmund Goulding
- 1939 : A Child Is Born de Lloyd Bacon
- 1940 : Voyage sans retour d'Edmund Goulding
- 1941 : Shining Victory d'Irving Rapper
- 1942 : Les Folles Héritières (The Gay Sisters) de Irving Rapper
- 1943 : Quand le jour viendra d'Herman Shumlin
- 1944 : Escadrille de femmes (Ladies Courageous) de John Rawlins
- 1944 : Le Président Wilson (Wilson) d'Henry King
- 1945 : L'Oncle Harry (The Strange Affair of Uncle Harry) de Robert Siodmak
- 1946 : Meurtre au port (Nobody Lives Forever) de Jean Negulesco
- 1946 : Les Héros dans l'ombre (O.S.S.) d'Irving Pichel
- 1946 : Trois Étrangers ( Three Strangers) de Jean Negulesco
- 1948 : Une âme perdue (en) de Lewis Allen
- 1952 : The Late Edwina Black de Maurice Elvey
- 1958 : 10, rue Frederick (Ten North Frederick) de Philip Dunne
- 1959 : The Moon and Sixpence de Robert Mulligan (téléfilm)
- 1961 : Les Révoltés du Cap (The Fiercest Heart) de George Sherman
- 1964 : Le Prêteur sur gages de Sidney Lumet
- 1968 : Rachel, Rachel de Paul Newman
- 1973 : Last American Hero de Lamont Johnson
- 1974 : Harry et Tonto de Paul Mazursky
- 1981 : Arthur de Steve Gordon
- 1982 : Liens de sang (Extrasensorial) d'Alberto De Martino
- 1983 : Hold-up en jupons (Easy Money) de James Signorelli (en)
- 1988 : Arthur 2 : Dans la dèche de Bud Yorkin